# 링컨 차를 타는 변호사 (드라마)
《링컨 차를 타는 변호사》(영어: The Lincoln Lawyer)는 2022년 5월 13일부터 넷플릭스에서 방영 중인 미국의 법률 드라마이다. 마이클 코널리가 지은 동명의 연작 소설에 기초하고 있다.
2023년 8월 시즌 3 제작이 결정됐으며, 2025년 초 방영 예정이다.

## 개요
링컨광인 형사변호인 미키 홀러가 링컨 내비게이터 뒷좌석을 움직이는 사무실로 삼아 일하며 로스앤젤레스 내 사건을 수임해 해결해나간다.

## 출연
- 마누엘 가르시아룰포 - 미키 홀러 역
- 네브 캠벨 - 매기 맥퍼슨, 미키의 첫 번째 전 아내인 검사 역
- 베키 뉴턴 - 로나 크레인, 미키의 두 번째 전 아내인 법률사무 보조원 역
- 재즈 레이콜 - 이지 레츠, 미키의 전 고객이자 현 개인 운전 기사 역
- 앵거스 샘프슨 - 데니스 "시스코" 워차우스키, 미키의 친구이자 로나의 약혼자인 조사원 역
- 크리스토퍼 고럼 - 트레버 엘리엇, 이중살인을 의심 받고 있는 갑부 비디오 게임 개발자 역 (시즌 1)

## 같이 보기
- 링컨 차를 타는 변호사 (영화): 매슈 매코너헤이 주연의 2011년 영화.